# لورن کولان
 لورن کولان (انگلیسی: Lorraine Coghlan؛ زادهٔ ۲۳ سپتامبر ۱۹۳۷) یک تنیس‌باز اهل استرالیا است.